# Fracionamento de polímeros
Os polímeros são constituídos por cadeias moleculares que por sua vez são formadas pela mesma unidade molecular de repetição. As cadeias poliméricas normalmente apresentam diferentes comprimentos, havendo poucas exceções (ex. proteínas). Desta forma a massa molar de um polímero é normalmente dada em massa molar média, em número ou em peso. E para mensurar a variação (dispersão), entre a massa molar em número e em peso, calcula-se a polidispersidade. A manipulação focada da massa molecular de um polímero através da remoção de cadeias curtas e/ou longas é denominada de fracionamento de polimeros.

## Razões para fracionar polímeros
A massa molecular de um polímero tem grande influência nas propriedades físicas dos mesmos, determinando desta forma a sua aplicação. Entre as propriedades que são afetadas pela massa molar do polímero citam-se alguns exemplos, como a solubilidade, fluidez, propriedades mecânicas, assim como o tempo de vida. Para aplicações específicas em que as características do polímero devem atender a vários requisitos – não somente a massa molar, mas também a distribuição da massa molar do polímero é importante. Isto é válido, sobretudo se uma das frações de alta/ou baixa massa molar é responsável por uma determinada tarefa do material.

## Métodos analíticos
Polímeros podem ser fracionados em escala analítica através de cromatografia por exclusão (SEC), espectrometria de massa (MALDI-TOF) ou fracionamento de campo fluidizado. 

## Métodos
A maioria dos polímeros é fracionada em escala laboratorial via métodos cromatográficos (ex. SEC ou fracionamento de Baker Williams).  Portanto a produção é limitada para poucas gramas. Para escalas maiores de fracionamento, gramas até toneladas o processo contínuo (“Continuous Spin Fractionation” ) pode ser usado.  F. Francuskiewicz publicou uma boa revisão sobre fracionamento de polímeros.